# Plaza de San Antonio (Medellín)

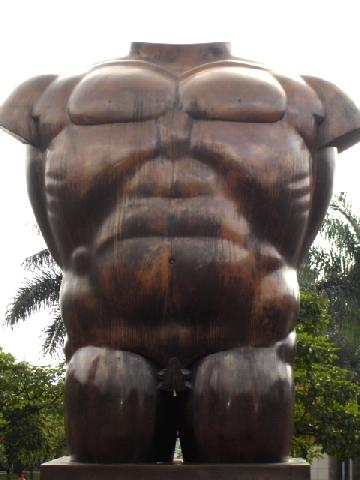
Torso desnudo del Maestro Fernando Botero, ubicado en la Plaza de San Antonio.

La plaza San Antonio está localizada en la zona céntrica de Medellín, Colombia, entre las calles Maturín, San Juan y la Avenida (o carrera) Oriental. También se le conoce como parque San Antonio porque su zona sur está arborizada. Tiene un área de 32.690 metros cuadrados y dentro de su amoblamiento cuenta con obras de Fernando Botero. Se integra con la iglesia San Antonio de Padua, construida entre 1884 y 1902, que posee una de las cúpulas más grandes del país. En 1995 fue objeto de un atentado terrorista en el que murieron 29 personas.

## Historia
La plaza se encuentra en el barrio San Antonio, uno de los sectores antiguos de Medellín. En los años 1970 el Banco Central Hipotecario (BCH) demolió varias manzanas para desarrollar un proyecto comercial y de vivienda. Sin embargo, este nunca se prosperó y el sector sufrió un fuerte deterioro urbano y social. 
Con el fin de rehabilitarlo, en 1993 se lanzó un proyecto arquitectónico cuyos ganadores propusieron una serie de "estructuras urbanas" para "promover actividades que interesen a los ciudadanos". 

## Características arquitectónicas y urbanísticas
La plaza consta de dos áreas separadas por la calle Amador. La del norte completa la iglesia y el convento de San Antonio. Constituye el parque propiamente dicho, pues está arborizado y cuenta con caminos entre sus jardines.
El área del sur constituye la plaza y alberga un teatro al aire libre, cuyo auditorio se encuentra hacia la calle Maturin. Esta alberga dos grandes estructuras paralelas a las avenidas Oriental y Junín. Estas consisten en unas cubiertas con bóvedas corridas se apoyan sobre pilastras de ladrillo. 
Estas le da unidad al conjunto y al mismo tiempo permiten el paso de peatones. En el primer nivel, albergan locales comerciales y entidades como la Alianza Francesa de la ciudad.

### Terrorismo
El 10 de junio de 1995,  23 personas murieron a causa de una bomba colocada en El pájaro, una de las esculturas de Botero. Este accedió a reponer la obra, pero a condición de que se expusiera junto a los restos del ejemplar destruido. Actualmente, las dos se encuentran expuestas.